# Edmund Maj
Edmund Maj (ur. 1921 w Poznaniu, zm. 2002 tamże) – polski robotnik, pracownik umysłowy, działacz społeczny i sportowy.

## Życiorys
Przed 1939 pracował w Poznaniu, w jednej z fabryk mydła. Podjął naukę zawodu ekspedienta, którą przerwała napaść Niemców na Polskę w 1939. Wywieziono go wraz z rodziną na roboty przymusowe do Rzeszy w okolice Hamburga. Pracował tam jako pomocnik ogrodnika. Po zakończeniu II wojny światowej powrócił do Poznania i w 1946 zatrudnił się w Miejskim Przedsiębiorstwie Komunikacyjnym jako konduktor. Od 1950 przeszedł do działu świadczeń socjalnych MPK Poznań. Od 1951 kierował sekcją socjalną, a od 1966 całym tym działem. Ukończył liceum ogólnokształcące dla pracujących. W 1982 przeszedł na emeryturę. Był pasjonatem transportu miejskiego i gromadził materiały w tym zakresie.
Był działaczem społecznym i sportowym. Pełnił różne funkcje w Klubie Sportowym Surma. Organizował zawody, imprezy sportowe i turnieje. W latach 1983–1990 (na emeryturze) był w tym klubie zatrudniony na ½ etatu jako konserwator urządzeń sportowych.

## Odznaczenia
Odznaczono go m.in.:
- Złotym Krzyżem Zasługi,
- Krzyżem Kawalerskim Orderu Odrodzenia Polski (1981),
- Honorową Odznaką Miasta Poznania,
- Złotą Odznaką Związkową,
- Złotą Odznaką Federacji Sportowej "Ogniwo",
- Odznaką Zasłużonego Pracownika Gospodarki Komunalnej,
- tytułem Zasłużonego Pracownika MPK Poznań[1].